# Storia della letteratura
La letteratura si è sviluppata in modi e tempi differenti nei diversi paesi. 
La prima autrice conosciuta fu la poetessa accadica Enḫeduanna ((2285-2250 a.C.) : si tratta  della prima autrice al mondo di cui si conosce il nome 
La storia della letteratura si occupa di studiare, per ciascuna lingua o zona geografica, le varie fasi attraverso cui si sviluppano le opere degli autori che si sono distinti in diversi generi: nella prosa, nella poesia, nel teatro ecc. Essa è in relazione con la variegata nozione di letteratura e la più vasta nozione di storia: non possiamo immaginare infatti una produzione letteraria avulsa dal contesto intellettuale e materiale con cui la sua presenza nella dinamica storica la porta a interagire.

## Geografia e storia della letteratura
- Letteratura accadica
- Letteratura afghana
- Letteratura africana
- Letteratura afroamericana
- Letteratura albanese
- Letteratura amarica
- Letteratura americana
- Letteratura anglosassone
- Letteratura angolana
- Letteratura araba
- Letteratura argentina
- Letteratura armena
- Letteratura assamese
- Letteratura basca
- Letteratura berbera
- Letteratura bielorussa
- Letteratura bizantina
- Letteratura bolognese
- Letteratura bosniaca
- Letteratura brasiliana
- Letteratura bulgara
- Letteratura canadese
- Letteratura cecoslovacca
- Letteratura cilena
- Letteratura cinese classica
- Letteratura cinese moderna
- Letteratura copta
- Letteratura coreana
- Letteratura cornica moderna
- Letteratura croata
- Letteratura dalmata rinascimentale
- Letteratura ebraica
- Letteratura in esperanto
- Letteratura estone
- Letteratura finlandese
- Letteratura francese
- Letteratura medievale francese
- Letteratura francofona
- Letteratura galiziana
- Letteratura galiziano-portoghese
- Letteratura galiziana risorgimentale
- Letteratura gallese
- Letteratura ge'ez (etiopica classica)
- Letteratura georgiana
- Letteratura giapponese
- Letteratura greca
- Letteratura inglese
- Letteratura irlandese
- Letteratura islandese
- Letteratura israeliana
- Letteratura italiana
  - Storia della letteratura italiana
- Letteratura migrante in lingua italiana
- Letteratura latina
  - Storia della letteratura latina
  - Letteratura latina medievale
- Letteratura latinoamericana
- Letteratura lituana
- Letteratura milanese
- Letteratura nigeriana
- Letteratura normanna
- Letteratura norrena
- Letteratura occitanica
- Letteratura olandese
- Letteratura paleoslava
- Letteratura persiana
- Letteratura polacca
- Letteratura portoghese
  - Letteratura lusofona
  - Letteratura dell'Africa di lingua portoghese
  - Letteratura dell'Asia di lingua portoghese
- Letteratura rumena
- Letteratura russa
- Letteratura sanscrita
- Letteratura sarda
- Letteratura serba
- Letteratura siciliana
- Letteratura siriaca
- Letteratura somala
- Letteratura spagnola
- Letteratura spagnola della Guinea Equatoriale
- Letteratura sudafricana
- Letteratura sumerica
- Letteratura svedese
- Letteratura svizzera
- Letteratura swahili
- Letteratura tedesca
- Letteratura tunisina
- Letteratura turca
- Letteratura ucraina
- Letteratura ungherese
- Letteratura urdu
- Letteratura valdostana
- Letteratura in lingua veneta